# Miconia corymbosa
Miconia corymbosa là một loài thực vật có hoa trong họ Mua. Loài này được (Rich.) Judd & Skean mô tả khoa học đầu tiên năm 1991.